# Dicloruro di cromo
Il dicloruro di cromo, o cloruro di cromo(II) è il composto chimico di formula CrCl2. È noto anche con la vecchia denominazione di cloruro cromoso. In condizioni normali è un solido cristallino bianco inodore, usato per la sintesi di complessi del cromo. CrCl2 è igroscopico; si scioglie in acqua dando soluzioni blu che vengono facilmente ossidate dall'ossigeno dell'aria per formare prodotti contenenti Cr(III). 

## Struttura
Nel cristallo CrCl2 ha una struttura cristallina ortorombica tipo rutilo distorta, con gruppo spaziale Pnnm, simile a quella del cloruro di calcio; le costanti di cella sono: a = 664 pm, b = 598 pm e c = 348 pm. La distorsione è dovuta all'effetto Jahn-Teller generato dalla configurazione d 4 ad alto spin dello ione Cr2+ in campo ottaedrico.

## Sintesi
CrCl2 viene prodotto riducendo il cloruro di cromo(III) con idrogeno a 500 °C:
2 CrCl3 + H2 → 2 CrCl2 + 2 HCl
Su scala minore si può ridurre CrCl3 usando LiAlH4:
4 CrCl3 + LiAlH4 → 4 CrCl2 + LiCl + AlCl3 + 2 H2
Questo stesso ione si può ottenere più semplicemente a partire da soluzioni contenenti i comuni sali di Cr(III), per riduzione con amalgama di zinco:
2 [Cr(H2O)6]3+ + Zn/Hg → 2 [Cr(H2O)6]2+ + Zn2+ + Hg

## Reattività
CrCl2 è un composto stabile se mantenuto in assenza di aria e di umidità. Si scioglie in acqua dando soluzioni blu, nelle quali il colore è dovuto alla formazione dello ione complesso esaacquocromo(II), [Cr(H2O)6]2+.
Lo ione [Cr(H2O)6]2+ è fortemente riducente (E° Cr3+/2+= −0,41 V) e in soluzione acida a caldo riduce l'acqua a idrogeno:
2 Cr(II) + 2 H3O+ → 2 Cr(III) + H2 + 2 H2O
In soluzione alcalina il cromo forma idrossidi, e in questo caso la reazione di sviluppo di idrogeno è più veloce perché Cr(OH)3 ha una solubilità molto bassa e si sottrae all'equilibrio:
2 Cr(OH)2 + 2 H3O+ → 2 Cr(OH)3 + H2

## Usi
CrCl2 viene usato come precursore nella sintesi di complessi inorganici e organometallici di cromo. Riduce alogenuri alchilici e composti nitroaromatici. I composti organometallici del cromo sono molto versatili, data la moderata elettronegatività del cromo e la varietà di substrati con i quali CrCl2 può interagire. CrCl2 è usato come reagente nella reazione di Nozaki-Hiyama-Kishi.

## Sicurezza
CrCl2 è fortemente corrosivo per la pelle e le mucose, ed è nocivo se ingerito. Non sono stati effettuati studi approfonditi sulla sua tossicologia. Non risulta classificabile come cancerogeno.